# Гетерогенні омоніми
Гетерогенні омоніми (від грец. heterogenes «неоднорідний») — омоніми, які виникли внаслідок збігу етимологічного значення різних слів.
Гетерогенними є українські омоніми ключ «знаряддя, яким відмикають двері» (пов'язаний зі словом клюка «костур») і ключ «джерело» (пов'язаний зі словом клюкати), балка «яр» (тюркського походження) і балка «дерев'яна колода» (запозичення з німецької мови).

## Гетерогенні омоніми в інших мовах
- в російській мові лук «цибуля» і лук «ручна зброя для метання стріл»;
- в англійській мові ear «вухо» і ear «колос»;
- в німецькій мові Weide «верба» і Weide «пасовисько».